# ŽS 812 sorozat
A Szerb Vasút (ŽS) 812-es sorozatú dízelmotorkocsiját a német DÜWAG által gyártott Uerdinger Schienenbus (VT 95-ös sorozat) licence alapján a jugoszláv GOŠA gyártotta a Jugoszláv Vasút (JŽ) részére. Beceneve Sinobusz (Šinobus / Шинобус) és Ezüstnyíl (Srebrna strela / Сребрна стрела).

## Története
Az 1950-es évek elején a Jugoszláv Vasút (JŽ) úgy döntött, hogy nagy mennyiségű dízelmotorkocsit importál a kisebb forgalmú mellékvonalaira, a gőzvontatású vonatok kiváltására. A döntés a DÜWAG Uerdinger Schienenbus VT 95 sorozatára esett. Az első vörös színű példányok 1955-ben érkeztek és 1959-re már 40 kocsi állt forgalomba. Miután a motorkocsik beváltak a napi forgalomban, a vasúttársaság megvásárolta a DÜWAG-tól a típus licencét. A gyártással a GOŠA Smederevska Palanka-i gyárát bízták meg, amely 1959 és 1969 között 270 darabot gyártott le a típusból ezüst színben (innen az egyik becenév, az Ezüstnyíl) a Jugoszláv Vasút számára. A vasúttársaság 812-es sorozatú motorkocsiként rendszeresítette a típust, amely sikeresen ki tudta váltani a mellékvonalakon a korábbi gőzvontatású üzemet.

## Elnevezés
A németeknél VT 95 sorozatként futó típus hivatalos neve a Jugoszláv Vasútnál JŽ 812 sorozat lett. Mellékkocsija a JŽ 816 volt, amivel együtt képes volt motorvonati menetben közlekedni, azonban a kis utasszám miatt csatolva ritkán alkalmazták.
Az első beceneve Ezüstnyíl volt (szerbhorvátul: Srebrna strela / Сребрна стрела), az ezüstszínű festése miatt. Mivel gyorsabb volt a korábbi gőzmozdonyoknál, a vasutasok Rabbitnek (magyarul nyúlnak, szerbhorvátul: Zec / Зец) nevezték. Német eredete miatt az utasok Schienenbusnak is nevezték (szerbhorvátul: Šinobus / Шинобус), amely a volt Jugoszlávia területén széles körben elterjedt elnevezés volt, csakúgy, mint manapság Szerbiában is.

## Forgalomban töltött évek

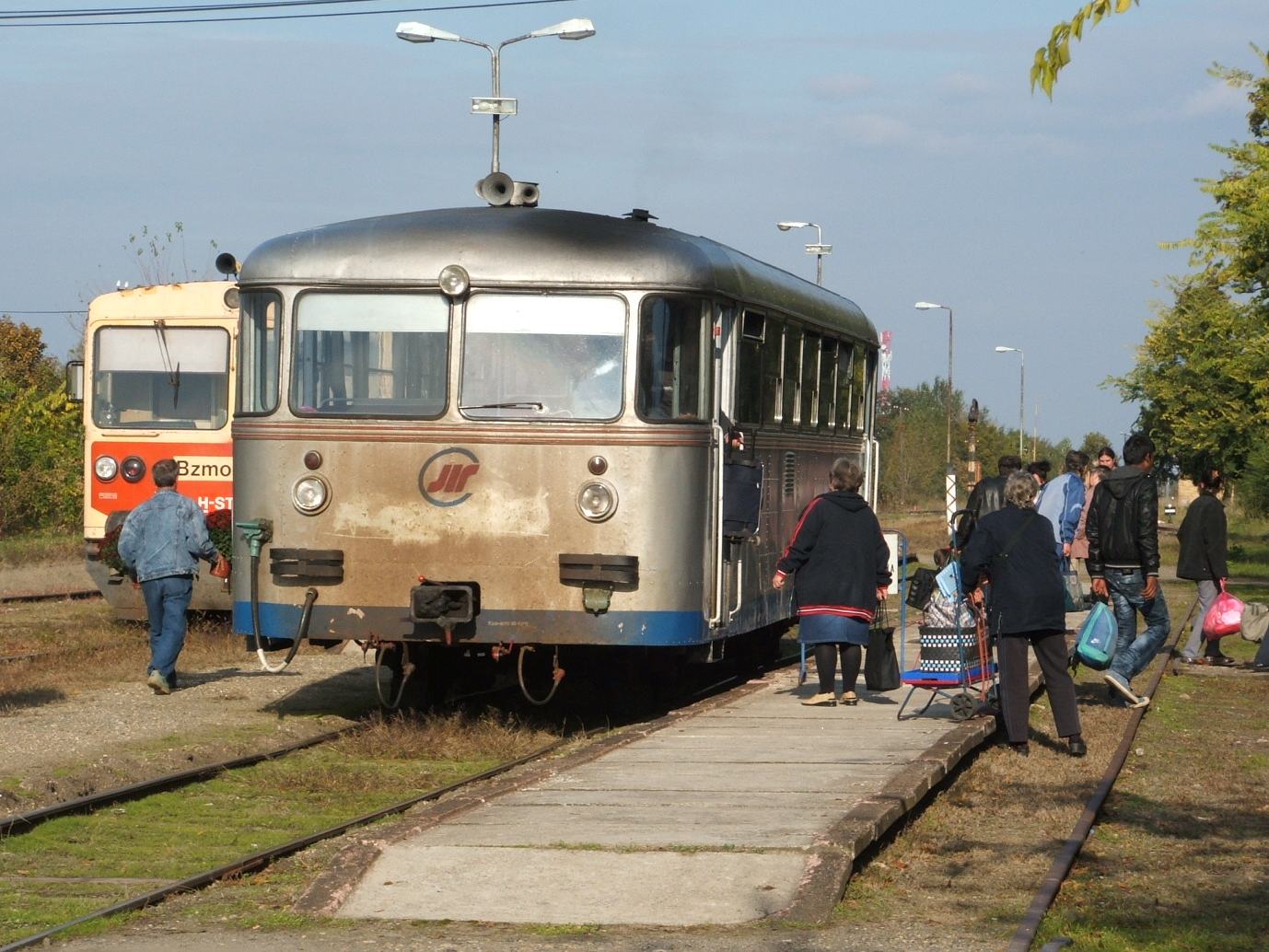
Sinobusz Horgos állomáson

Az 1955-ben és 1959-ben történt forgalomba állításuktól kezdve egészen 2012-ig meghatározó szereplői voltak a jugoszláv, majd a szerb és a horvát mellékvonalaknak. A horvát vasúttársaság (HŽ) már korábban leállította a saját Sinobuszait (ott 7221-es sorozat), míg a Szerb Vasút a 711-es sorozatú orosz gyártmányú dízelmotorvonatok érkezésével kezdte meg a 812-es sorozatú motorkocsik selejtezését. 2012-re már csak körülbelül 30 kocsi volt állományban, ebből körülbelül 5-6 kocsi volt üzemképes csak s ezek is napi szinten küzdöttek a rendszeres meghibásodásokkal.
2013 után egy kis időre még visszatértek az üzemképes példányok besegíteni, mert bizonyos vonalakon a kritikus állapotban lévő, még a Monarchia korában lefektetett pályák nem bírták el a nagyobb tömegű orosz szerelvényeket. 2017-től azonban a pályaállapotok javítása után a maradék Sinobusz állományt fokozatosan selejtezték és szétvágták.
Magyarországra leginkább 1988 és 2012 között jártak be napi rendszerességgel a Szeged-Szabadka vasútvonalon az orosz szerelvények megérkezéséig. Meglehetősen hírhedt szerelvény volt az egyre gyakoribbá váló műszaki meghibásodások miatti késések és járatkimaradások, valamint a vonaton rendszeresen zajló cigarettacsempészet miatt. 2009-től a MÁV csak Röszke határállomásig engedélyezte az igencsak koros Sinobuszok belépését Magyarországra, mivel a vonat nem rendelkezett vonatbefolyásoló készülékkel.